# Пенхук (Вирџинија)
Пенхук (енгл. Penhook) насељено је место без административног статуса у америчкој савезној држави Вирџинија.

## Демографија
По попису из 2010. године број становника је 801, што је 75 (10,3%) становника више него 2000. године.
| Група             | 2000.       | 2010.       |
| Белци             | 584 (80,4%) | 671 (83,8%) |
| Афроамериканци    | 132 (18,2%) | 99 (12,4%)  |
| Азијати           | 2 (0,3%)    | 5 (0,6%)    |
| Хиспаноамериканци | 3 (0,4%)    | 17 (2,1%)   |
| Укупно            | 726         | 801         |